# Michal Masný
Michal Masný (wym. [ˈmɪxal ˈmasniː]; ur. 14 sierpnia 1979 w Żylinie) – słowacki siatkarz i trener posiadający także polskie obywatelstwo, występujący na pozycji rozgrywającego, reprezentant kraju. W reprezentacji występował od 2003 do 2015 roku, uczestniczył wraz z nią w Mistrzostwach Europy 2003 rozgrywanych w niemieckim Lipsku. Łącznie w kadrze Słowacji rozegrał 195 meczów. Wraz z zespołem Tirol Innsbruck został wicemistrzem Austrii. Wraz z zespołem VK Kladno wywalczył mistrzostwo Czech i Puchar Czech. Masný zajął trzecie w 2004, a drugie w 2005 roku w plebiscycie na najlepszego słowackiego siatkarza roku. W 2008 roku został wybrany najlepszym słowackim siatkarzem. Od sezonu 2018/2019 do stycznia 2020 roku występował w drużynie Aluron Virtu Warta Zawiercie. 27 stycznia 2020 roku został zawodnikiem BKS-u Visła Bydgoszcz.
9 maja 2022, po ostatnim meczu o brązowy medal Tauron 1. Ligi pomiędzy BKS Visła Bydgoszcz i Avią Świdnik zakończył sportową karierę. Jednakże 21 grudnia 2023 roku wystąpił w 15. kolejce w meczu ligowym z Olimpią Sulęcin, w 29. kolejce z MKST Astrą Nowa Sól, w 2 meczu półfinałowym z MKS-em Będzin i w meczach o 3. miejsce Tauron I ligi (2023/2024).
Od sezonu 2022/2023 trener pierwszoligowej drużyny BKS Visła Bydgoszcz. W styczniu 2023 został jednym z asystentów trenera Słowacji, Stevena Vanmedegaela.

## Jako siatkarz

### Sukcesy klubowe
Liga austriacka:
- 2003

Liga czeska:
- 2004

Liga Mistrzów:
- 2014

Liga polska:
- 2014

I liga polska:
- 2021, 2022

### Sukcesy reprezentacyjne
Liga Europejska:
- 2008, 2011
- 2007

### Nagrody indywidualne
- 2004: Najlepszy rozgrywający i zagrywający czeskiej Ekstraligi w sezonie 2003/2004
- 2005: Najlepszy rozgrywający czeskiej Ekstraligi w sezonie 2004/2005
- 2007: Najlepszy rozgrywający Ligi Europejskiej
- 2008: Najlepszy siatkarz w Słowacji
- 2009: Najlepszy siatkarz w Słowacji
- 2011: Najlepszy rozgrywający Ligi Europejskiej
- 2014: Najlepszy rozgrywający turnieju finałowego Pucharu Polski

## Jako trener

### Sukcesy klubowe
I liga polska:
- 2023[7], 2024[8]